# Бахтеяровы
Бахтея́ровы (реже — Бохтея́ровы, Бахтія́ровы) — русский дворянский род.
Первые известия о роде этой фамилии начинаются с Михаила Ивановича Бахтеярова, который упоминается в Колыванском походе 1540 года. Еналей Леонтьевич Бахтеяров — письменный голова, воевода в Якутске в 1639—1644 годах. Василий Борисович и Гордей Васильевич Бахтеяровы в XVII веке были дворянами московскими.
При подаче документов в 1686 году, для внесения рода в Бархатную книгу, была предоставлена родословная роспись Бахтеяровых.
Двое Бахтеяровых в 1699 году владели в России населёнными имениями.
П. Н. Петров высказал догадку (ничем, впрочем, не подтверждённую), что этот род ведёт своё происхождение от князей Бахтеяровых-Ростовских, утративших княжеский титул.

## История
Род Бахтеяровых берёт начало в Калужской губернии. В XVIII веке часть Бахтеяровых появляется в Елецком уезде Орловской губернии. Другая часть — в соседнем Ефремовском уезде Тульской губернии. Эти ветви Бахтеяровых «приписались» к дворянским родословным книгам Орловской и Тульской губерний.

#### Калужская ветвь
На рубеже XVIII—XIX веков помещиком Василием Петровичем Бахтеяровым и прапорщиком Н. И. Тювиковым были основаны усадьбы в деревне Воробьево (ныне деревня Воробьёво Малоярославецкого района Калужской области), которые до 1871 года числились за их наследниками.
Четыре поколения Бахтеяровых:

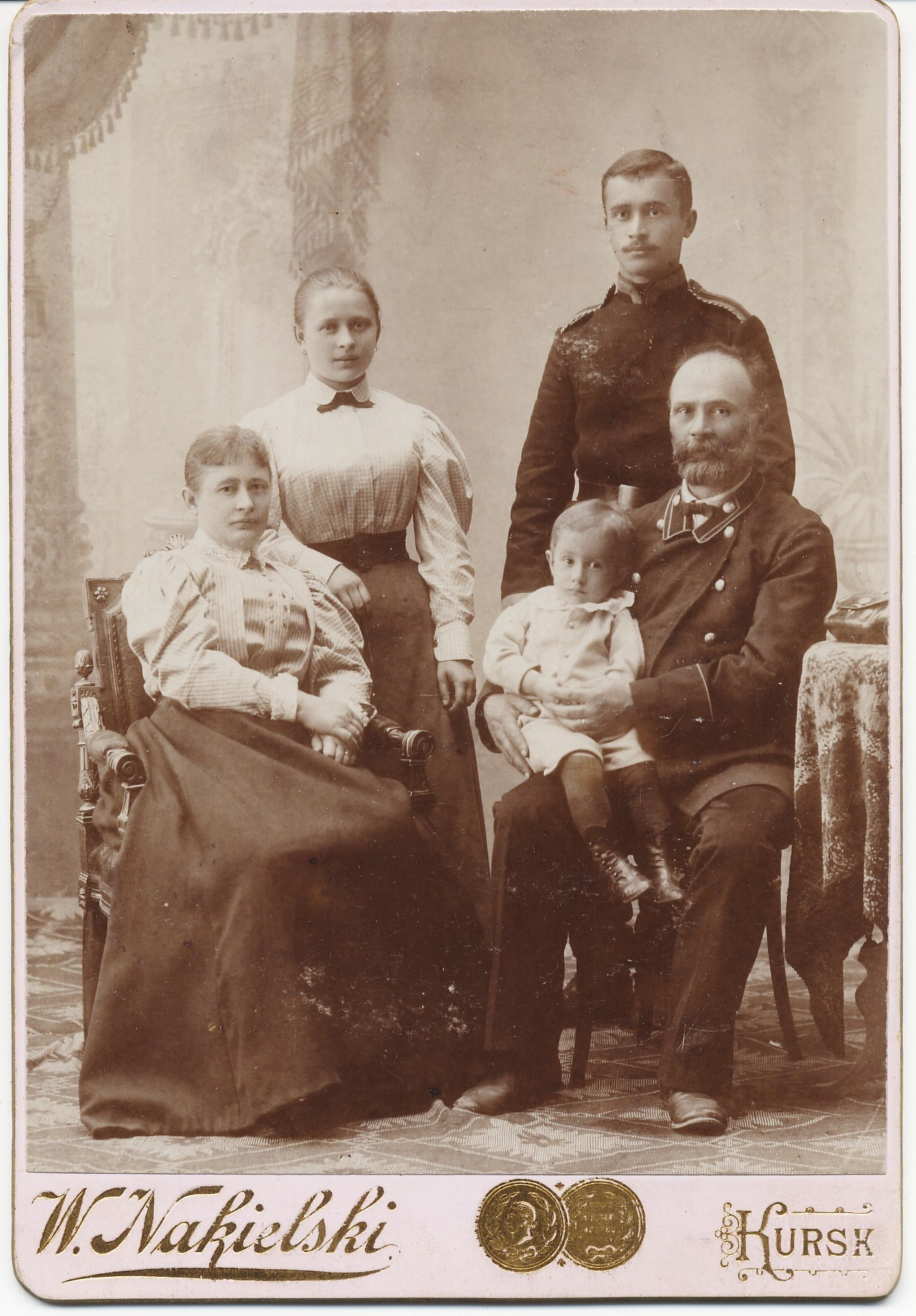
Виктор Дмитриевич Бахтеяров с семьёй
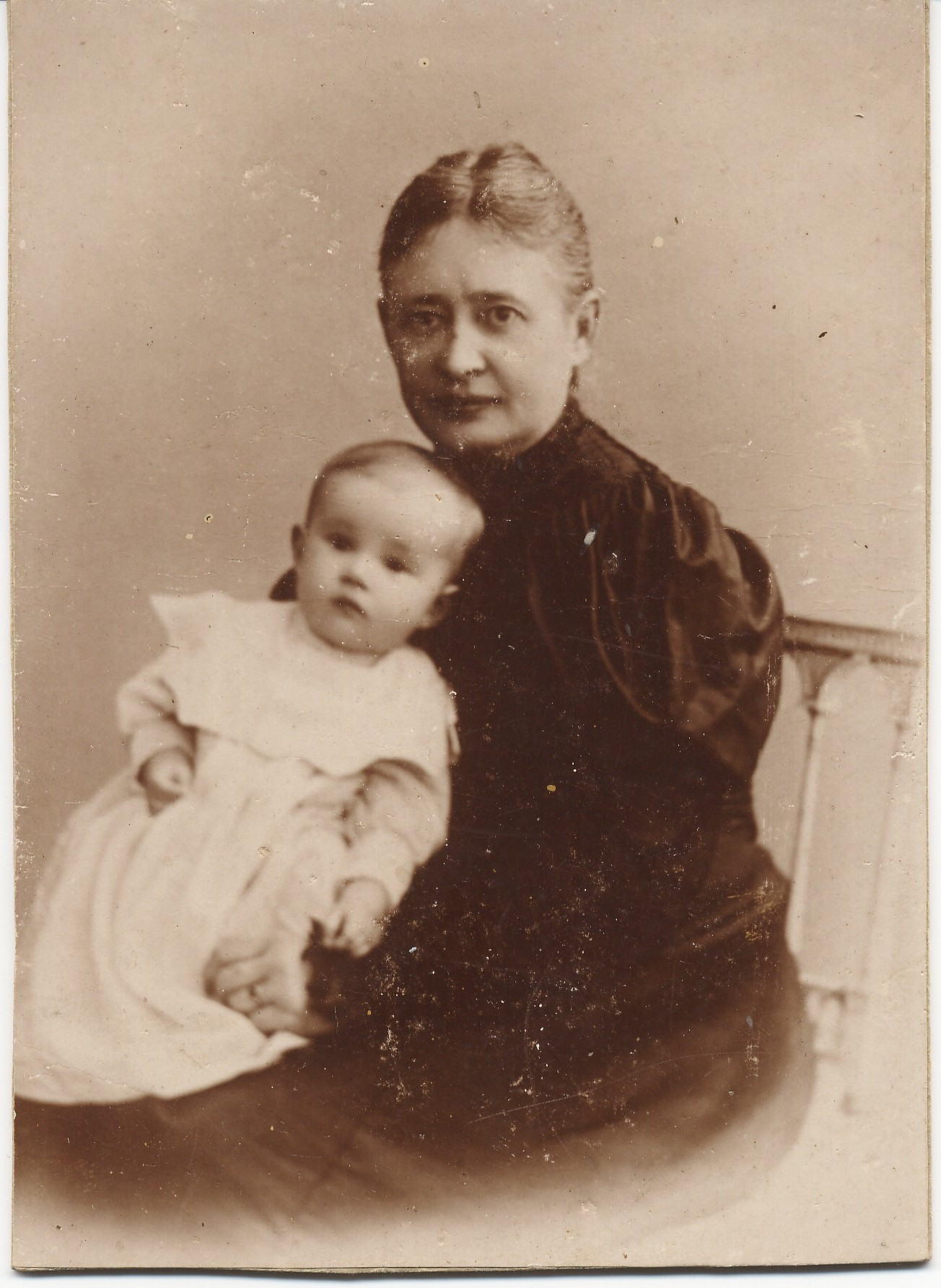
Супруга Виктора Дмитриевича Бахтеярова
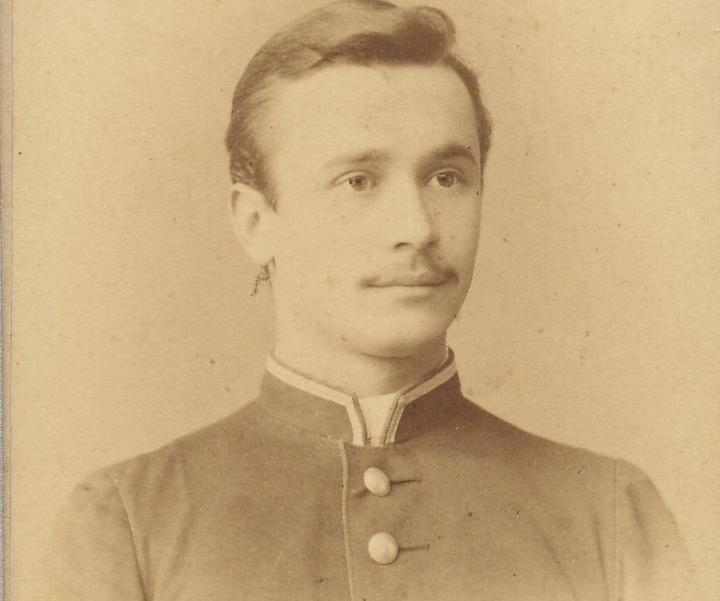
Дмитрий Викторович Бахтеяров. Будущий штабс-капитан 5-го гренадерского Киевского полка (на 1 января 1909 г.).
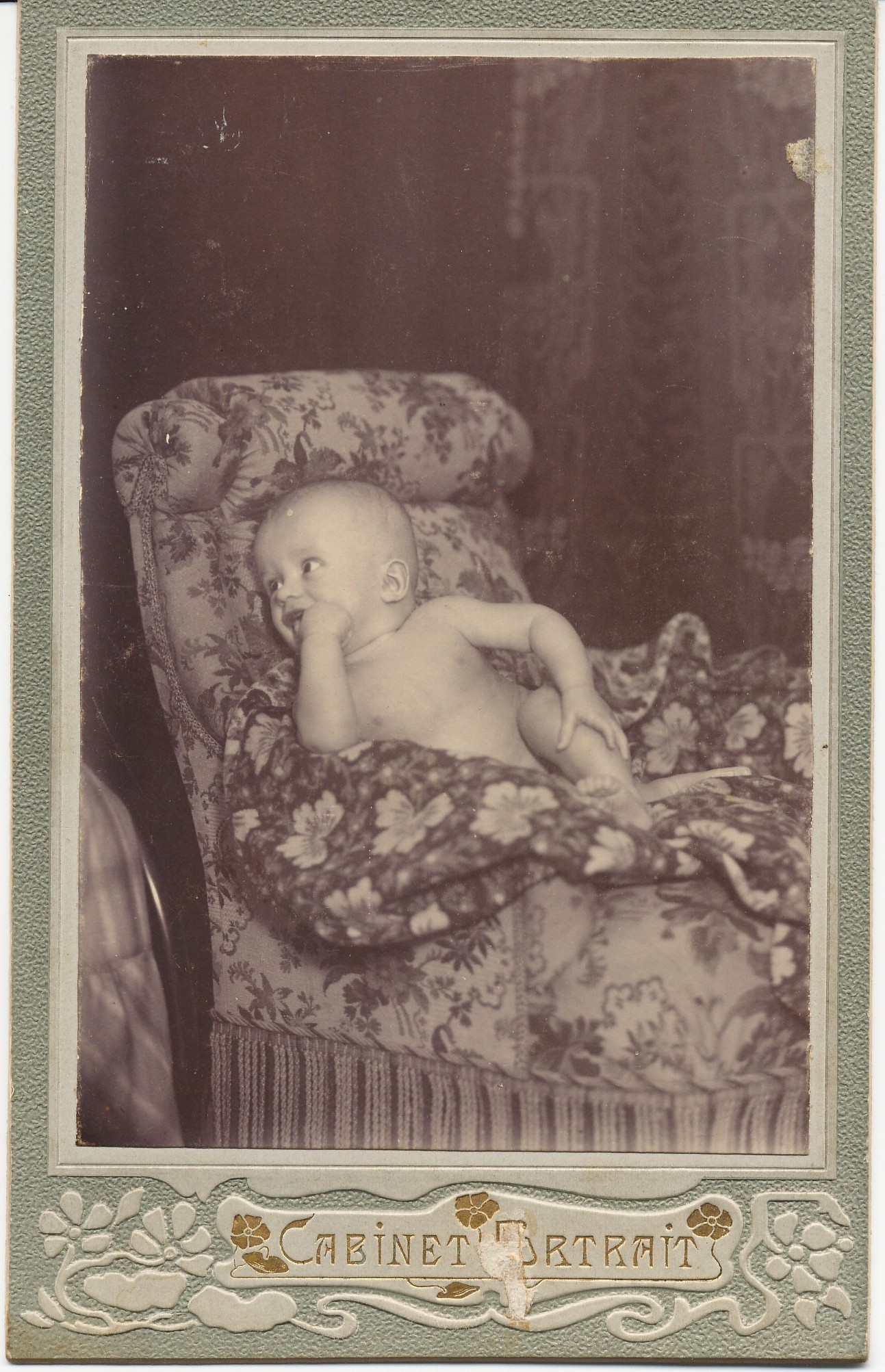
Георгий Дмитриевич Бахтеяров
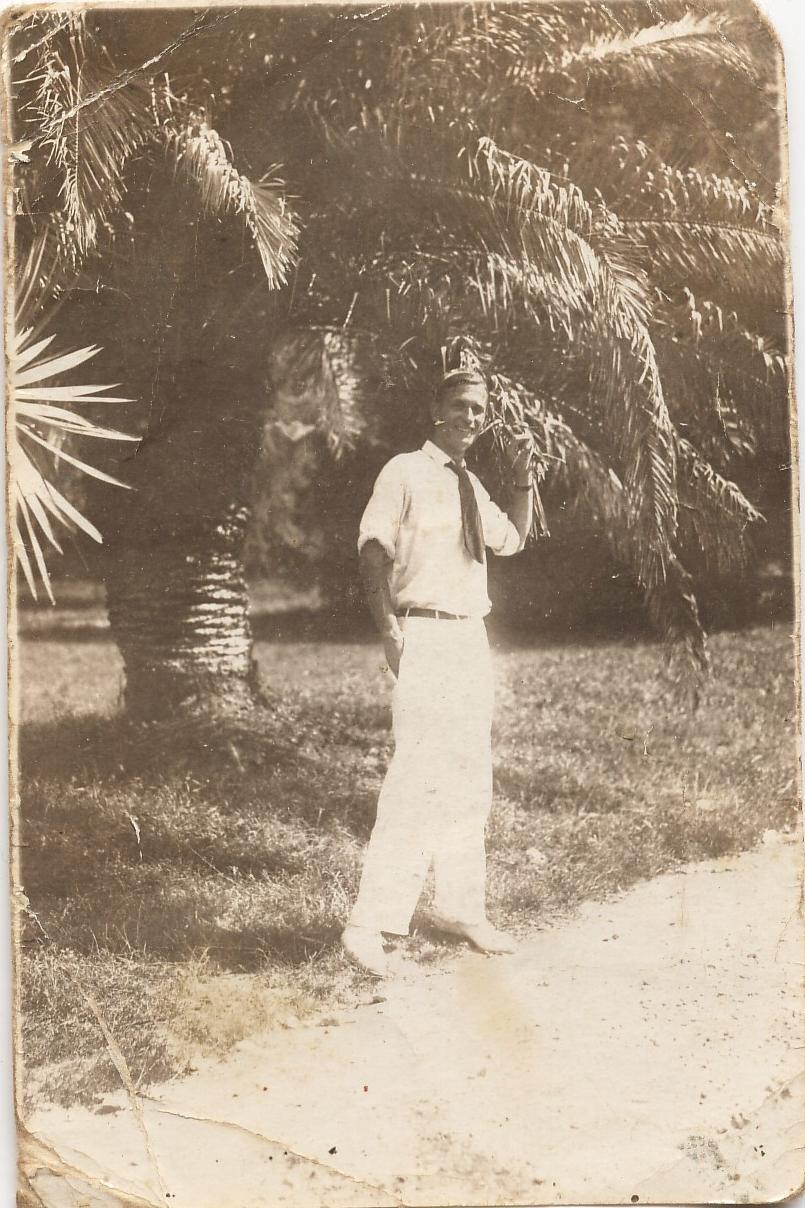
Виктор Дмитриевич Бахтеяров

#### Орловско-Тульская ветвь
В XIX веке в селе Васильевском (Глотове) у дворян Бахтеяровых была большая усадьба с домом в саду и винокуренным заводом у реки, на котором в 1897 году постоянно трудились около 40 рабочих. После смерти хозяина Глотовского имения А. Н. Глотова в начале 1910 года, Бахтеяровы скупили практически все земли Глотовых. Земля им нужна была в первую очередь для того, чтобы выращивать картофель, который был крайне необходим для производства спирта.
Известный представитель этой ветви рода — глава Управы, земский начальник, кандидат уездного предводителя дворянства, заведывающий земским элеватором и винокуренным заводом в Васильевском, статский советник Бахтеяров Павел Яковлевич, который стал прототипом владетельного помещика Линтварева в рассказе И. А. Бунина «Учитель». Русский писатель, который всё детство и юность провёл в Васильевке, в имении своей двоюродной сестры Софьи Николаевны Пушешниковой, вообще оставил немало сведений о Бахтеяровых.

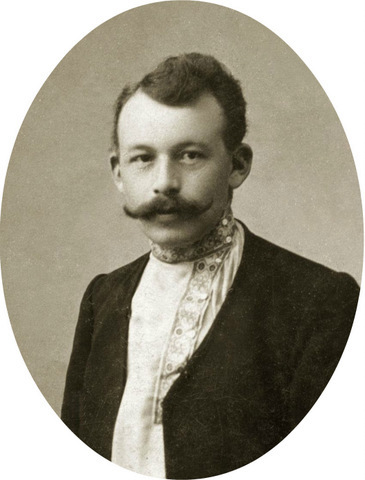
Заседатель дворянской опеки Елецкого уезда, заведывающий 11-м (Афанасьевским) военно-конским участком Е. А. Бахтеяров. Елец, до 1918 года

Из дневниковых записей И. А. Бунина за 1917 г.:
«Спускаемся къ узкой рѣченькѣ, Семеньку; налѣво за мостомъ богатая усадьба Бахтеяровыхъ съ безвкуснымъ домомъ въ саду, спускающемся по горѣ, и съ безобразнымъ зданіемъ винокуреннаго завода у рѣки».
В конце XIX века бо́льшая часть поместной земли в деревне Урывки (ныне деревня Урывки Липецкой области Елецкого района) «по дарственной записи отъ матери и по наслѣдству отъ отца» достаётся Бахтеярову Евгению Александровичу. В 1909 году Евгений Александрович продаёт с.-х. земли, оставаясь законным владельцем усадебного дома и небольшого яблоневого сада. С 1915 по 1917 годы Е. А. Бахтеяров живёт в имении, в селе Казаки (ныне село Казаки Елецкого района Липецкой области).
Именно Евгения Александровича следует считать последним прямым потомком елецких дворян Бахтеяровых, так как родных сыновей у него не было. Однако, женившись на девушке по имени Екатерина, он воспитал приёмного сына Фёдора, который во времена Советского Союза проживал в Ленинграде. Со смертью Е. А. Бахтеярова в самом начале XX века елецкая ветвь Бахтеяровых пресеклась. Дворянский дом в Урывках в руинированном состоянии простоял до середины 1960-х годов, после чего по решению районной администрации был разобран.

## Близкие роды

### Родство с Апухтиными
С дворянским родом Апухтиных Бахтеяровы породнились благодаря женитьбе подпоручика Михаила Апухтина на дворянке Марьи Бахтеяровой. Однако изначально это родство считалось незаконным. В своей книге «Обзор истории русского права Архивная копия от 2 сентября 2016 на Wayback Machine» за 1888 год российский историк и юрист М. Ф. Владимирский-Буданов, рассматривая вопрос о судьбе детей, рождённых в незаконном браке, упоминает этот случай.
Полное собрание законов Российской империи, том XXII, указ от 16 февраля 1788 года:
«Разсматривая поднесенный намъ отъ Сената докладъ о дѣтяхъ прижитыхъ Марьею Бахтеяровою съ Подпоручикомъ Апухтинымъ по женитьбѣ его на ней, отъ живой жены, видимъ, что помянутая Бахтеярова вступила въ супружество съ Апухтинымъ, не знавъ, что онъ женатъ на крѣпостной своей дѣвкѣ, а утвердясь на увѣреніи его, что онъ холостъ, и вѣнчана она Бахтеярова съ нимъ Апухтинымъ по церковному чиноположенію, почему и Повелѣваемъ рожденныхъ отъ нея будучи въ томъ бракѣ дѣтей, допустить къ наслѣдству, званію и достоинству наравнѣ съ прочими его Апухтина дѣтьми, тѣмъ паче, что не предъявлено ни отъ кого, чтобъ они рождены были не въ томъ бракѣ и не отъ него Апухтина, и что вступленіе Апухтина во второй бракъ будучи уже женатымъ на крѣпостной своей дѣвкѣ, не можетъ относится къ винности прижитымъ со второю его женой дѣтямъ, а виною состоитъ единственно онъ Апухтинъ, за что и долженствуетъ съ нимъ поступлено быть по законамъ».

### Родство с Амантовыми (Амонтовыми)

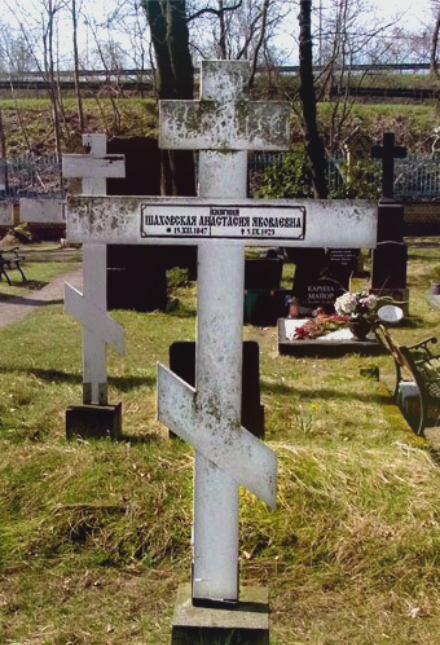
Могила княгини Анастасии Яковлевны Шаховской (Бахтеяровой). Берлин. Православное кладбище Тегель.

С родом Амантовых дворяне Бахтеяровы породнились благодаря женитьбе капитан-лейтенанта Александра Яковлевича Бахтеярова на Марии Афанасьевне Ама(о)нтовой (Бо(а)евой во втором браке). Отец Марии, генерал-майор Амантов Афанасий Мартинович, став вдовцом, хотел во что бы то ни стало устроить счастье своих дочерей. В возрасте 16-ти лет Мария была отдана замуж за Александра Яковлевича Бахтеярова. В этом браке родились трое детей. Рано овдовев, Мария Афанасьевна смогла их достойно воспитать лишь благодаря помощи зажиточных родственников покойного мужа, присылавших денежные средства на их содержание. Впоследствии Мария вышла замуж за Николая Баева. В этом браке родились Сергей, Надежда и Анна. При этом известно, что к детям, рождённым от А. Я. Бахтеярова, второй муж Марии Афанасьевны относился довольно прохладно..

### Родство с Русецкими
С родом дворян Русецких дворяне Бахтеяровы породнились благодаря женитьбе корнета драгунского полка Георгия Русецкого на дворянке Бахтеяровой Нине Павловне. В этом браке в 1898 году родился сын Алексей.

### Родство с Шаховскими
С княжеским родом Шаховских Бахтеяровы породнились благодаря женитьбе отставного капитана 1-го ранга, члена III Государственной думы от Тульской губернии, крупного землевладельца, князя Петра Ивановича Шаховского на дворянке Анастасии Яковлевне Бахтеяровой. В этом браке родились сыновья Яков (1878—1920) и Иван (1881—1926) и дочери Анастасия (1881—1968) и Александра (1889—1972).

## Представители
- Бахтеяров Александр Дмитриевич — коллежский асессор в отставке. † 1897 г.[25]
- Бахтеяров Илиодор Яковлевич — титулярный советник в отставке. † 1901 г.[26]
- Бахтеяров, Владимир Яковлевич — училище правоведения (1871 г.). Сенатор уголовного кассационного департамента Правительствующего Сената, тайный советник. † 1918 г. (убит большевиками).[27]
- Бахтеяров Павел Яковлевич — глава Управы, земский начальник, кандидат уездного предводителя дворянства, заведующий земским элеватором и винокуренным заводом в Васильевском, статский советник. Был женат на дворянке Евгении Львовне 1860 г.р. В этом браке родилась дочь Нина. Семья проживала в Санкт-Петербурге.[28]
- Бахтеярова Ольга Павловна — дочь дворянина и помещика. Родилась в 1890-х. Получила высшее образование. После революции проживала в Ленинграде, преподавала в средних школах. Позднее работала в библиотеке. В марте 1935 — выслана в Казахстан на 5 лет, позднее по ходатайству Помполита переведена в Рыбинск; в октябре 1936 — находилась там же, была безработной («на работу по специальности не принимают»).[29]
- Бахтеяров Яков Петрович — прокурорский надзор, товарищ прокурора, чиновник Министерства юстиции, коллежский советник (1916 г.). † до 1967 г.[30]
- Русецкая (урожд. Бахтеярова) Нина Павловна — дочь дворянина. Родилась в 1870-х гг. Вышла замуж за Георгия Русецкого, корнета драгунского полка, в семье — сын Алексей. С 1905 — после развода с мужем служила педагогом иностранных языков в женской гимназии в Ефремове Тульской губ., затем — в Петровске Саратовской губ. С 1915 — в Петрограде открыла детский сад и школу. После 1918 — работала бухгалтером, затем старшим бухгалтером на предприятиях Ленинграда. 14 марта 1935 — выслана с сыном в Атбасар Карагандинской области на 5 лет, позднее переведена в село Балкашино Молотовского района. В августе 1936 — переведена с сыном в Рыбинск, работала бухгалтером на Волгострое.[31]

## Интересные факты
Супруга Павла Яковлевича Бахтеярова Евгения Львовна в 1917 г. принимала в своей квартире семьи сестёр В. И. Ленина. 14 марта 1935 была выслана из Ленинграда с дочерью Ниной Павловной и внуком Алексеем Георгиевичем Русецкими из Ленинграда в Атбасар Актюбинской области на 5 лет. В октябре 1936 — находилась в Рыбинске, работала бухгалтером на Волгострое.
Из письма А. Г. Русецкого российской и советской правозащитнице, первой жене писателя Максима Горького Е. П. Пешковой от 28 апреля 1935 г.:
«В 1917 году, когда Владимир Ильич Ленин скрывался в Разливе, семья его, в составе товарищей Елизарова, А. И. Елизаровой, М. И. Ульяновой и Н. К. Крупской, была выселена с Широкой улицы. Бабка моя, высланная со мной, Евгения Львовна Бахтеярова, передала тогда товарищу Елизарову свою квартиру (квартира № 5, Павловская 10/25). После переезда Правительства в Москву квартира была запечатана, а вскрыта лишь после моего возвращения из Красной Армии для передачи мне по доверенности бабки. Лицо Владимира Ильича и его семьи было слишком хорошо известно в июльские дни 17 года, чтобы допустить передачу в их руки квартиры и имущества со стороны классового врага».